# عبد الرحمن أحمد البكر
عبد الرحمن أحمد عبد الرحمن البكر (ولد في السادس من يونيو عام 1940 ميلادية) هو سفير كويتي سابق، متزوج ولديه خمسة أولاد (وائل / أحمد / عبد الله / خالد / فهد).

## تعليمه
حاصل على درجة (بكالوريوس) تخصص لغة عربية وشريعة إسلامية من كلية دار العلوم من جامعة القاهرة عام 1964.

## عمله
- عُيّن بوظيفة باحث بالدرجة الرابعة من الحلقة الثانية في وزارة الخارجية بدولة الكويت بتاريخ 20/9/1964.
- عُيّن بوظيفة ملحق دبلوماسي بسفارة دولة الكويت في المملكة العربية السعودية بتاريخ 19/12/1964.
- مُنح لقب سكرتير ثالث بتاريخ 19/1/1966.
- نُقل من سفارة دولة الكويت لدى المملكة العربية السعودية إلى سفارة دولة الكويت لدى الجمهورية العربية المتحدة بتاريخ 1/10/1968.
- رقّي إلى درجة سكرتير ثان (استثناء) بتاريخ 28/9/1969.
- نُقل من سفارة دولة الكويت لدى الجمهورية العربية المتحدة إلى سفارة دولة الكويت لدى الجمهورية العراقية بتاريخ 28/12/1973.
- رُقّي إلى درجة سكرتير أول بتاريخ 23/9/1973.
- رُقّي إلى درجة مستشار (استثناء) بتاريخ 2/12/1974.
- صدر مرسوم أميري بتعيينه وزيراً مفوضاً اعتباراً من 5/2/1977.
- عُيّن رئيساً للبعثة الدبلوماسية لدى دولة قطر بلقب سفير فوق العادة بتاريخ 17/7/1977.
- نُقل من سفارة دولة الكويت لدى دولة قطر إلى سفارة دولة الكويت لدى المملكة العربية السعودية بلقب سفير فوق العادة مفوض بتاريخ 19/8/1985.
- بالإضافة إلى عمله سفيراً لدى المملكة العربية السعودية، عُيّن سفيراً فوق العادة مفوضاً غبر مقيم لدى جمهورية جيبوتي بتاريخ 27/4/1986.
- رُقّي إلى درجة سفير بتاريخ 2/7/1988.
- صَدَر مرسوم بتاريخ 7 يناير 1995 بنقله إلى الديوان العام بوزارة الخارجية في دولة الكويت.
- بتاريخ 1/12/1998 صدر مرسوم أميري بتعيينه سفيراً فوق العادة مفوض لدى جمهورية السنغال.
- بتاريخ 31/7/1999 صدر مرسوم أميري بتعيينه سفيراً غير مقيم لدى جمهورية غامبيا.
- بتاريخ 10/8/1999 صدر مرسوم أميري بتعيينه سفيراً غير مقيم لدى بوركينا فاسو.
- بتاريخ 21/8/1999 صدر مرسوم أميري بتعيينه سفيراً غير مقيم لدى سيراليون.
- بتاريخ 22/11/1999 صدر مرسوم أميري بتعيينه سفيراً غير مقيم لدى غانا.
- بتاريخ 5/7/2000 صدر مرسوم أميري بتعيينه سفيراً غير مقيم لدى ساحل العاج.
- صَدَر مرسوم بتاريخ 5 يونيو 2001 بنقله إلى الديوان العام بوزارة الخارجية في دولة الكويت.

## الأوسمة
- نال براءة وسام الملك عبد العزيز من الدرجة الأولى.